# إتيان موريس فالكونيت

## إتيان موريس فالكونيت

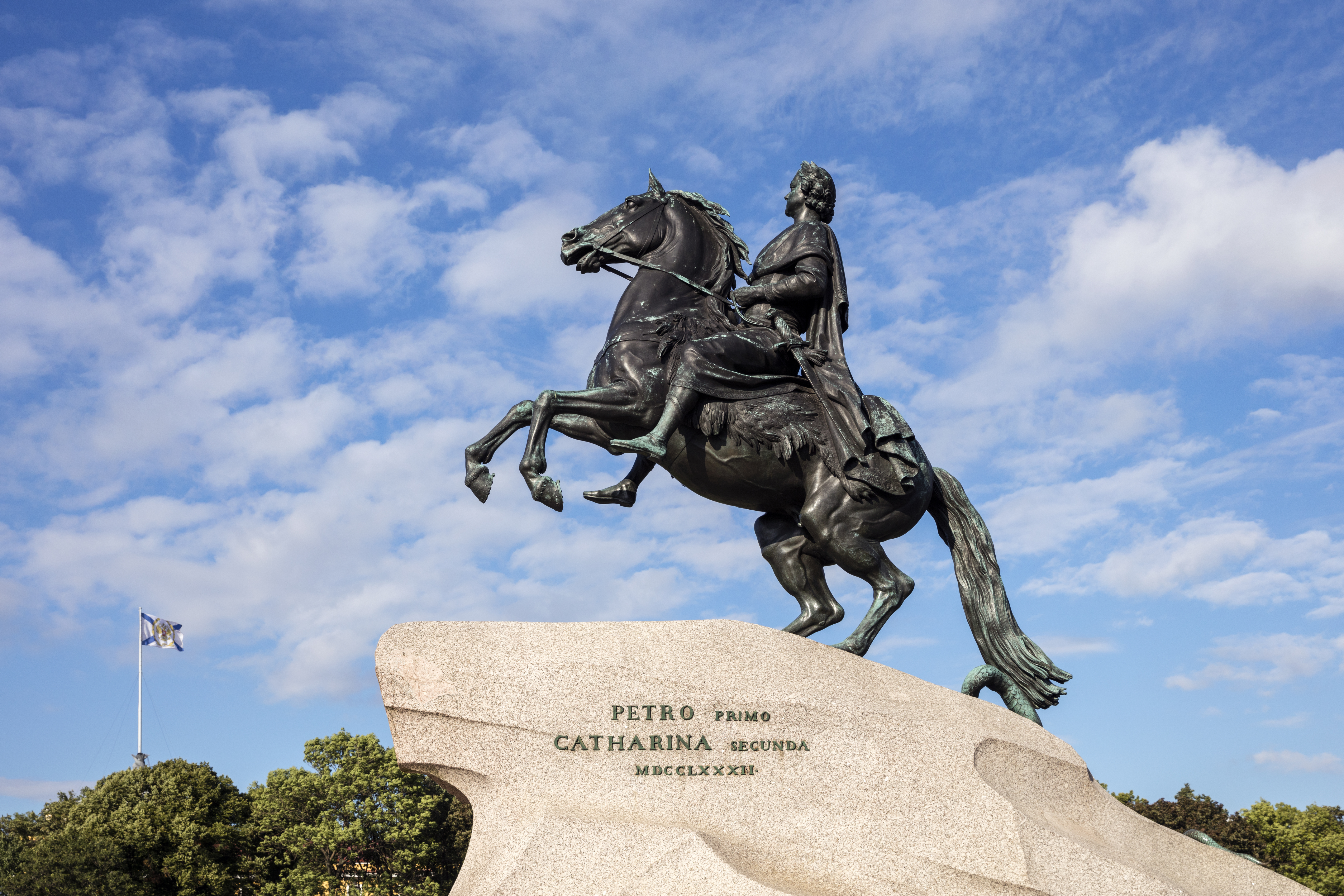
الفارس البرونزي، أشهر منحوتات فالكونيت، التي تمثل القيصر الروسي بيتر الأول

إتيان موريس فالكونيت (1 ديسمبر 1716- 24 يناير 1791) كان نحاتًا فرنسيًا باروكيًا وروكوكو وكلاسيكيًا جديدًا، إشتهر بتمثال الفروسية لبطرس الأكبر، الفارس البرونزي (1782)، في سانت بطرسبرغ، روسيا، و التماثيل الصغيرة التي أنتجها بشكل متسلسل لمصنع الخزف الملكي سيفر.

## حياة وعمل

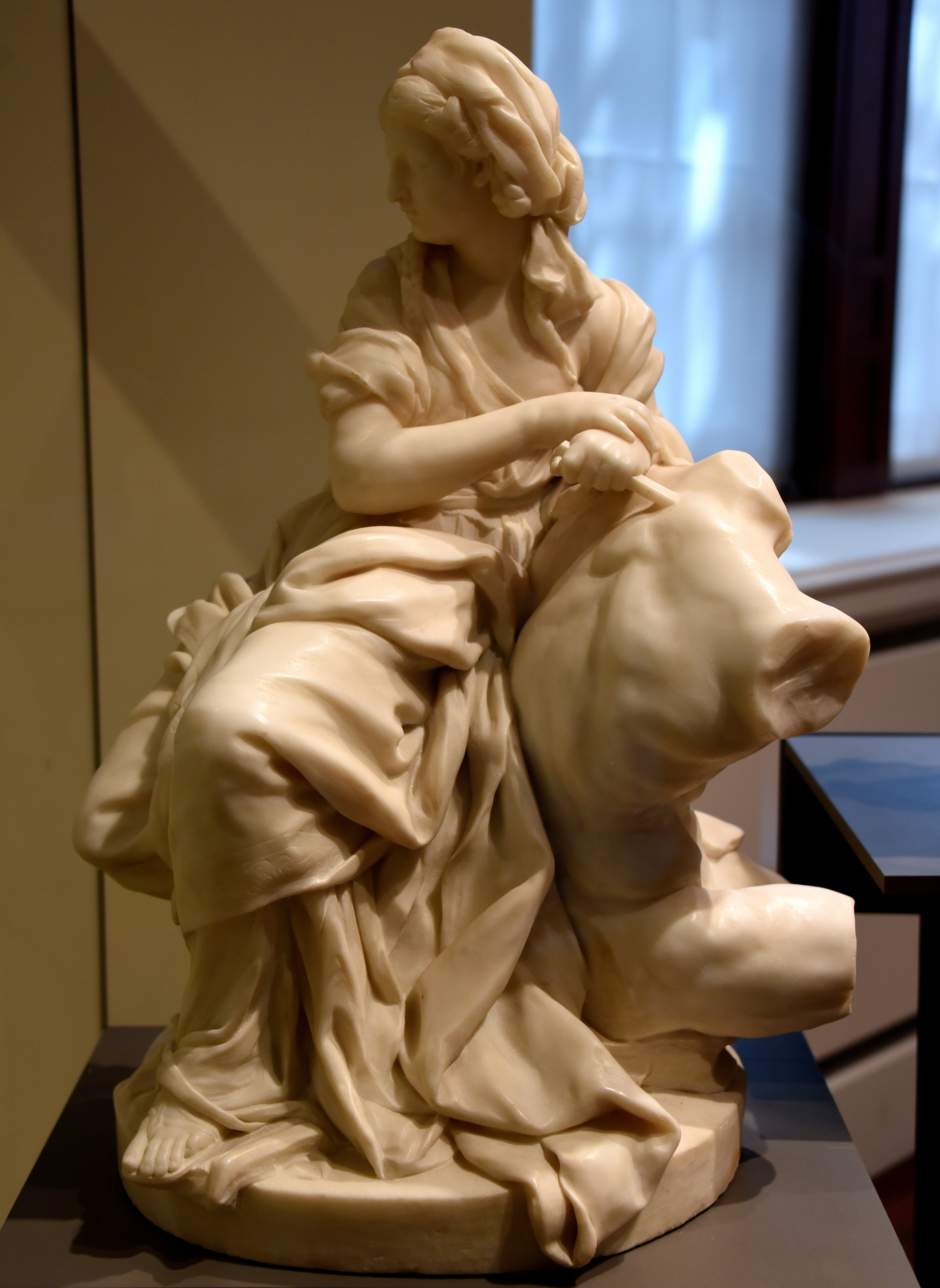
رمزية التمثال النحتي، 1746م. بقلم إتيان موريس فالكونيت. من باريس، فرنسا. متحف فيكتوريا وألبرت، لندن

ولد فالكونيت لعائلة فقيرة في باريس. تم تدريبه في البداية على قطع الرخام، لكن بعض تماثيله المصنوعة من الطين والخشب، والتي كان يشغل أوقات فراغه بصنعها، جذبت انتباه النحات جان بابتيست ليموين، الذي جعله تلميذه. كانت واحدة من أنجح منحوتاته المبكرة هي ميلو كروتوني، والتي ضمنت قبوله في عضوية الأكاديمية الملكية للرسم والنحت في عام 1754.
لقد لفت انتباه الجمهور بشكل بارز في صالونات عامي 1755 و1757 من خلال أعماله الرخامية (كيوبيد) وسليل (المعروف أيضًا باسم The Bather)، الموجود الآن في متحف اللوفر. في عام 1757، تم تعيين فالكونيه من قبل ماركيز دي بومبادور مديرًا لمشغل النحت في مصنع البورسلين الملكي الجديد في سيفر،  حيث جلب حياة جديدة لصناعة التماثيل الخزفية غير المزججة ذات العجينة الناعمة، والمنحوتات صغيرة الحجم التي كان هذا تخصصًا لدى سلف مصنع سيفر، فينسين.
يتجلى تأثير الرسام فرانسوا باوتشر والمسرح المعاصر والباليه بشكل متساوٍ في موضوعات فالكونيت، وفي أسلوبه اللطيف والمثير بأناقة والخجول إلى حد ما. في البداية، في خمسينيات القرن الثامن عشر، ابتكرت شركة Falconet لـ Sèvres مجموعة من زخارف بورسلين البسكويت الأبيض من معجون الطاولة ( "Enfants" من شركة Falconet) توضح "الفنون"، وكان المقصود منها استكمال خدمة العشاء الكبير التي تقدمها الشركة (" Service du Roy " ). انتشرت موضة منحوتات الطاولة الصغيرة المماثلة في معظم مصانع الخزف في أوروبا.

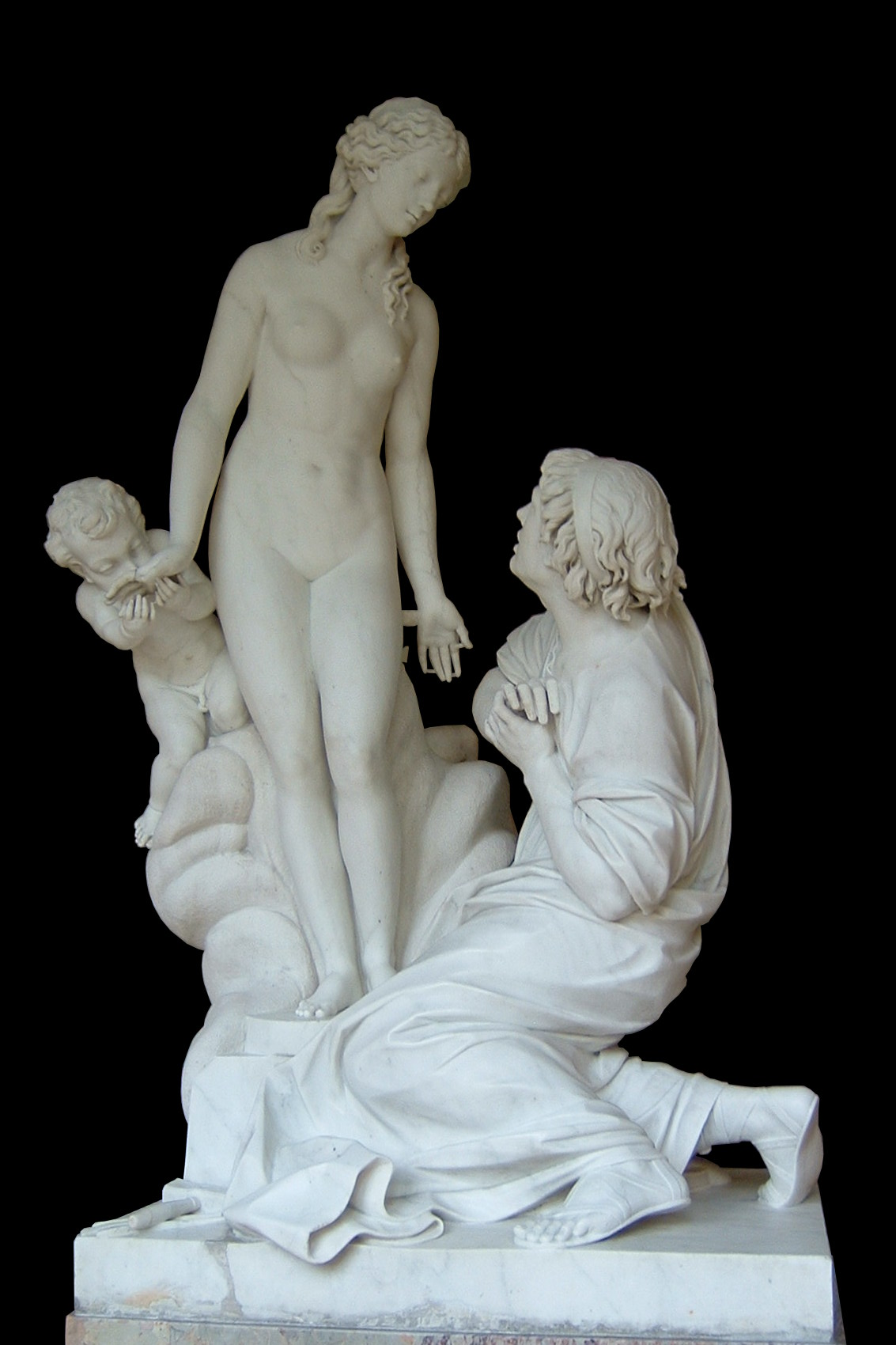
بجماليون وجالاتي ، متحف الارميتاج

وبقي في منصب سيفر حتى تمت دعوته إلى روسيا من قبل كاثرين العظيمة في سبتمبر 1766. في سان بطرسبرج، نفذ تمثالًا ضخمًا من البرونز لبطرس الأكبر، يُعرف باسم الفارس البرونزي، مع تلميذته ثم زوجة ابنه ماري آن كولوت. في عام 1788، عندما عاد إلى باريس، أصبح مساعدًا لرئيس الأكاديمية الملكية للرسم والنحت. تم تدمير العديد من أعمال فالكونيت الدينية، التي تم تكليفها بالكنائس، في وقت الثورة الفرنسية . كان عمله في اللجان الخاصة أفضل حالًا.

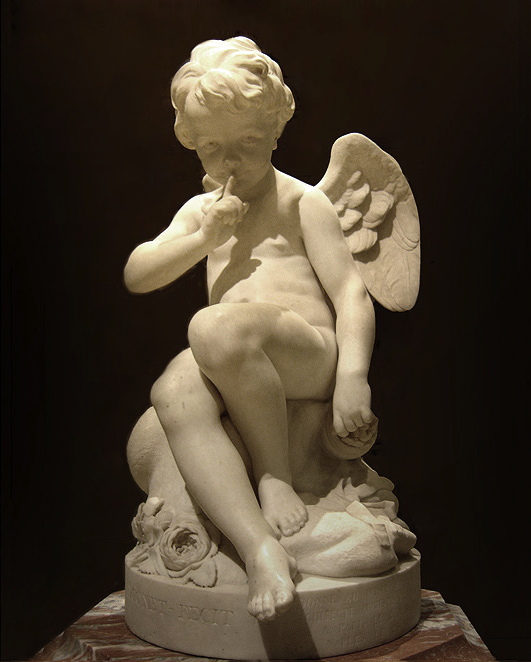
كيوبيد جالس، أصلي في متحف ريجكس، أمستردام

وجد وقتًا لدراسة اليونانية واللاتينية، وكتب أيضًا عدة مقالات عن الفن: فعهد إليه دينيس ديدرو بالفصل الخاص بـ "النحت" في Encyclopédie، الذي صدر بشكل منفصل بواسطة Falconet تحت عنوان Réflexions sur la النحت في عام 1768. بعد ثلاث سنوات، نشر ملاحظات حول تمثال مارك أوريل والذي يمكن تفسيره على أنه البرنامج الفني لتمثاله لبطرس الأكبر. وصلت كتابات فالكونيه عن الفن، أعماله الأدبية ، إلى ستة مجلدات عندما نُشرت لأول مرة في لوزان في 1781-1782. مراسلاته الواسعة مع ديدرو، حيث جادل بأن الفنان يعمل بدافع الضرورة الداخلية وليس من أجل الشهرة المستقبلية، وأن ذلك مع الإمبراطورة الروسية كاثرين العظيمة يكشف الكثير عن عمله ومعتقداته حول الفن.
أثار سحر فالكونيت الجميل إلى حد ما والسهل للغاية انتقادات الطبعة الحادية عشرة من موسوعة بريتانيكا: "تتميز إنتاجاته الفنية بنفس عيوب كتاباته، لأنه على الرغم من إظهار قدر كبير من الذكاء وبعض قوة الخيال، إلا أنها تظهر في كثير من الحالات الذوق الزائف والرائع، هو على الأرجح نتيجة للسعي المفرط وراء الأصالة.
هيرمان جورينج سرق صداقة فالكونيت للقلب ستال هيرمان جورينج من مجموعة روتشيلد في باريس من أجل المجموعة الفنية في نزل الصيد الخاص به في كارينهال.
في 2001/2002، عندما أقام متحف السيراميك في سيفر معرضًا لإنتاج فالكونيه لسيفر، 1757-1766، كان عنوانه الفرعي "فن الإرضاء". 

## عائلته
الرسام بيير إتيان فالكونيت (1741-1791) ابنه. كان رسامًا ونقاشًا، وقد قدم الرسوم التوضيحية لمدخل والده حول "النحت" لموسوعة ديدرو.